# Pyramidentraining
Pyramidentraining bezeichnet eine Trainingsstruktur im Krafttraining, die durch zunächst zu- und dann wieder abnehmende Belastungsintensität in einer Trainingseinheit gekennzeichnet ist, so dass ein Intensität-Zeit-Diagramm eine annähernd pyramidenförmige Form hat. 
Der Hauptvorteil des Pyramidentrainings besteht darin, dass es bei Einbeziehung aller Bereiche der Pyramide zu einer kombinierten Verbesserung der Kraft über Hypertrophie und intramuskuläre Koordination kommt. 
Das Pyramidentraining kann je nach Ausführungsart verschiedene Akzente setzen:
- Wird mehr die Spitze mit geringen Wiederholungszahlen (etwa 1 bis 5) und hoher Intensität (etwa 75 % bis 100 %) betont, dann dominiert die Entwicklung der Maximalkraft mittels Verbesserung der intramuskulären Koordination.
- Liegt der Akzent auf einer mittleren Wiederholungszahl (etwa 8 bis 12) dann kommt es zu einer Kraftsteigerung mittels Muskelmassenzunahme, was einem Muskelaufbautraining entspricht.
- Bei Betonung der Pyramidenbasis mit sehr hohen Wiederholungszahlen (15 und wesentlich mehr) und geringer Intensität (unter 40 %) dominiert die Kraftausdauer.

Eine explosive Ausführung – bei entsprechend geringer Hublast – fördert vor allem die Schnellkraft. Das Pyramidentraining ist insbesondere für Sportarten geeignet, die nur eine kurze Vorbereitungsperiode zur allgemeinen und speziellen Kraftsteigerung zur Verfügung haben, wie dies in den Spielsportarten der Fall ist.